# Anthotium
Anthotium es un género  de plantas fanerógamas perteneciente a la familia Goodeniaceae.  Comprende 5 especies descritas y de estas, solo 4 aceptadas.

## Taxonomía
El género fue descrito por  Robert Brown y publicado en Prodromus Florae Novae Hollandiae 582. 1810. La especie tipo es:  Anthotium humile R.Br.

## Especies aceptadas
A continuación se brinda un listado de las especies del género Anthotium aceptadas hasta mayo de 2014, ordenadas alfabéticamente. Para cada una se indica el nombre binomial seguido del autor, abreviado según las convenciones y usos. 
- Anthotium humile R.Br.
- Anthotium junciforme (Vriese) D.A.Morrison
- Anthotium odontophyllum L.W.Sage
- Anthotium rubriflorum F.Muell. ex Benth.